# Миклуш Степан Іванович
Степан Іванович Миклуш (нар. 20 квітня 1957, село Колониці Яворівського району Львівської області) — академік Лісівничої академії наук України, декан лісогосподарського факультету Національного лісотехнічного університету України, професор кафедри лісової таксації та лісовпорядкування, доктор сільськогосподарських наук.

## Біографія
Миклуш Степан Іванович народився 20 квітня 1957 року в селі Колониці Яворівського району Львівської області. Закінчив з відзнакою Львівський лісотехнічний інститут (тепер — Національний лісотехнічний університет України за спеціальністю — «Лісове господарство», здобувши кваліфікацію «Інженер лісового господарства».
Кандидатську дисертацію за спеціальністю 06.03.02 — лісова таксація та лісовпорядкування захистив у 1986 р. в Ленінградській лісотехнічній академії. Докторська дисертація за цією ж спеціальністю захищена в 2009 р. у Національному університеті біоресурсів і природокористування України (м. Київ).
Вчене звання доцента Степанові Миклушу присвоєне в 1994 р. по кафедрі лісівництва, таксації, лісовпорядкування та геодезії. З 2008 року працює на посаді професора кафедри лісової таксації та лісовпорядкування НЛТУ України (м. Львів).
Після закінчення вишу з 1979 р. працював помічником лісничого на Волині та на різних посадах у Львівському лісотехнічному інституті (з 1993 — Український державний лісотехнічний університет України, потім — Національний лісотехнічний університет України) — старшим лаборантом, молодшим науковим, науковим, старшим науковим співробітником, асистентом, доцентом кафедри лісової таксації та лісовпорядкування. 2003 року доцента Степана Миклуша обрали на посаду декана лісогосподарського факультету НЛТУ України.

## Наукова та педагогічна діяльність
Професор Степан Миклуш:
- здійснює підготовку фахівців за спеціальністю «Лісове господарство» напряму «Лісове та садово-паркове господарство». Основні навчальні дисципліни, які він викладає на бакалаврському рівні, є «Біометрія» та «Ведення лісового господарства»; на рівні спеціаліста та магістра — «Аерокосмічні методи в лісовому господарстві» та «Лісовпорядкування», його науково-педагогічний стаж роботи складає понад 25 років
- керівництво аспірантурою з 1999 року, під його керівництвом захищено три кандидатських дисертації з інвентаризації лісових насаджень західного регіону України.

Основні напрями наукових досліджень професора — вивчення росту та продуктивності рівнинних букових насаджень, їх оцінка наземними і дистанційними методами та організація багатоцільового господарства в них.
За час науково-педагогічної діяльності опублікував понад 120 наукових, науково-популярних та навчально-методчних робіт. Серед них:
- Горошко М. П. Біометрія: навч. посібник / Горошко М. П., Миклуш С. І., Хомюк П. Г. — Львів: Камула, 2004. — 236 с.
- Миклуш С. І. Геоінформаційні системи в лісовому господарстві: навч. посібник / Миклуш С. І., Горошко М. П., Часковський О. Г. — Львів: Камула, 2007. — 128 с.
- Горошко М. П. Біометрія: практикум / Горошко М. П., Миклуш С. І., Хомюк П. Г. — Львів: УкрДЛТУ, 2004. — 112 с.
- Миклуш С. І. Класифікація функцій рівнинних букових лісів у контексті сталого лісового господарства. / Економічна економіка та менеджмент сталого лісового господарства: розвиток трансдисциплінарного підходу до Карпатських гір // за редакцією І. П. Соловія, В. С. Кітона. Монографія. Львів: РВВ НЛТУ України, Вид-во Тзов «Ліга-Прес», 2009. — 432 с. : Іл. 28, табл. 67, бібліогр. 686. (розділ 16. — С. 252—259).
- Миклуш С. І. Моделювання росту насаджень за матеріалами повидільної бази даних. / С. І. Миклуш // Науковий вісник Нац. аграр. ун-ту. — К: Національний аграрний університет. — 2007. — № 106. — С. 191—200.
- Миклуш С. І. Проблеми оцінки та використання рівнинних букових насаджень України / С. І. Миклуш // Міжвідомчий науково-технічний збірник: Лісове господарство, лісова, паперова і деревообробна промисловість. — 2006. — Вип. 30. — С. 228—235.
- Миклуш С. І. Інформативність каналів космічних знімків LANDSAT-7 ETM+ для дешифрування рослинності./ С. І. Миклуш, С. А. Гаврилюк // Науковий вісник: Збірник науково-технічних праць. — Львів: НЛТУ України, 2006. — Вип. 16.7. — С.8-13.
- Миклуш С. І. Дослідження букових насаджень Розточчя за матеріалами дистанційних знімань /С. І. Миклуш, О. Г. Часковський // Науковий вісник Нац. аграр. ун-ту. — К: Національний аграрний університет. — 2004. — № 71. — С. 53-58.